# Teodor Jartschuk

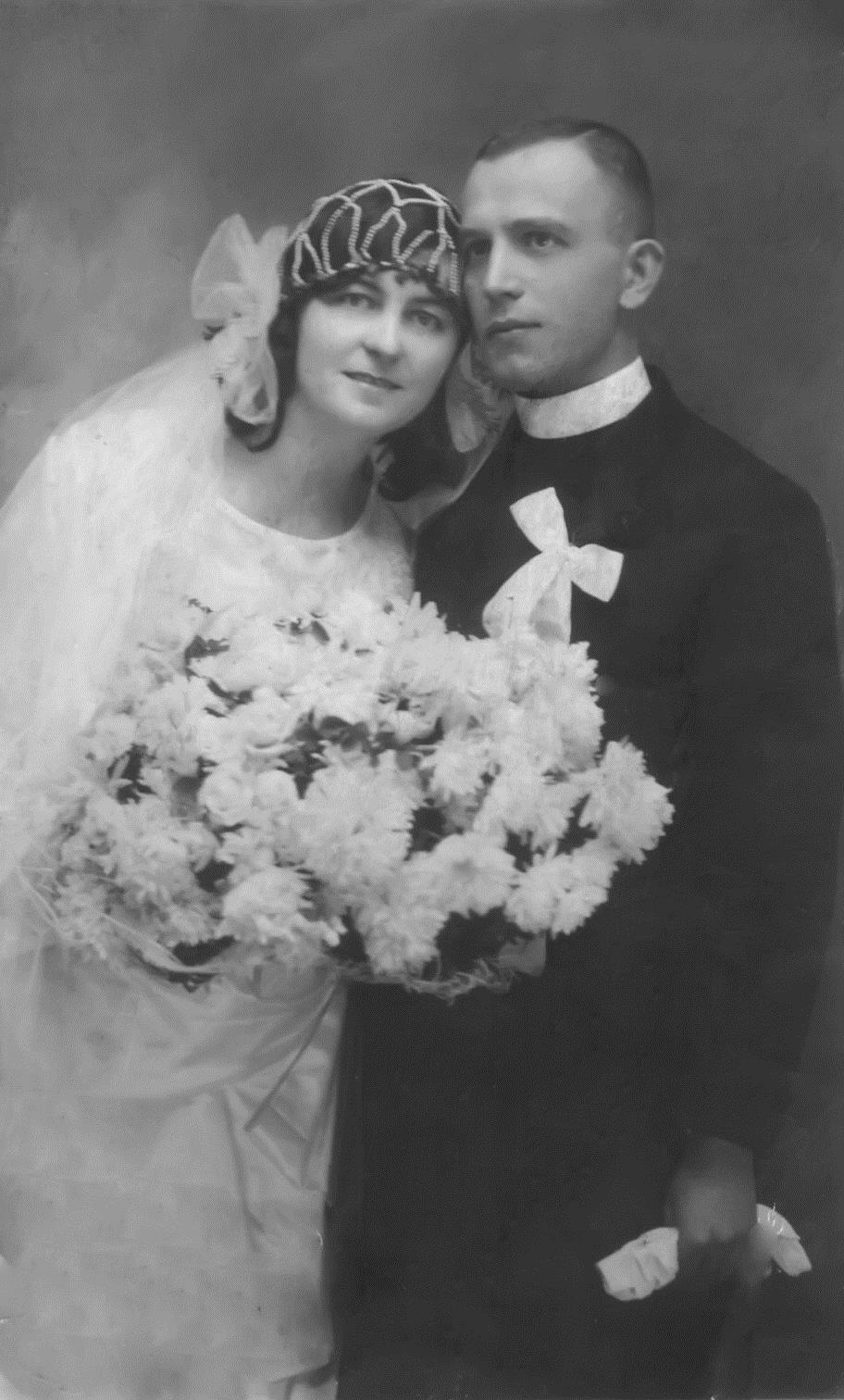
Teodor Jartschuk und seine Frau, Olga Kiss

Teodor Jartschuk (ukrainisch Теодор Ярчук, polnisch Teodor Jarczuk; * 25. Mai 1896, Iwankow, Bezirk Tarnopol, Österreich-Ungarn; † 1941, Stanislawow, Ukrainische SSR, UdSSR) war ein ukrainischer lutherischer Theologe und Pfarrer. Er schuf eine Liturgie nach byzantinischen Vorbild für die Ukrainische Evangelische Kirche Augsburgischen Bekenntnisses in Polen.

## Leben
Teodor Jartschuk wurde als Sohn des Landvoigts Iwan Jartschuk und dessen Frau Anna im Dorf Iwankow im heutigen Rajon Borschtschiw der ukrainischen Oblast Ternopil geboren.
Er besuchte das Franz-Joseph-Gymnasium in Ternopol.
Da er griechisch-katholischer Priester werden wollte, ging er an das Päpstliche Ukrainische Kolleg nach Rom.
Bei einem Besuch in Stanisławów bei seiner Verlobten, der Tochter eines evangelischen Diakons, beschloss er 1926 nach Gesprächen mit Pfarrer Theodor Zöckler, evangelischer Pfarrer zu werden. Er studierte an den Universitäten Tübingen und Erlangen Evangelische Theologie.
Nach seiner Rückkehr wurde er der erste Pfarrer der Ukrainischen Evangelischen Kirche Augsburgischen Bekenntnisses in Stanisławów. Er übersetzte wichtige lutherische Schriften in die ukrainische Sprache und schrieb zahlreiche Aufsätze zur lutherischen Lehre. 1933 schuf er basierend auf einer Vorlage seines Amtsbruders Fedir Staschynskyj, der 1929 wieder in die griechisch-katholische Kirche konvertiert war, eine Liturgie nach byzantinischen Vorbild für die evangelische Kirche. Vorlage für Staschynskyjs Ausgabe war die Liturgie, die von der Ukrainischen Autokephalen Orthodoxen Kirche in ukrainischer Sprache geschaffen worden war. Diese wurde dem lutherischen Bekenntnis entsprechend angepasst.
1939 wurde er nach der Besetzung Galiziens durch die Sowjetunion verhaftet. 1940 wurde er zu zehn Jahren Haft verurteilt und starb 1941 im Gefängnis.

## Ehe und Familie
Teodor Jartschuk war verheiratet mit Olga Kiss, der Tochter eines evangelischen Diakons. Sie hatten einen Sohn Mychajlo.

## Publikationen
- Augsburgisches Bekenntnis («Євангельське пізнання віри»), 1933, Übersetzung in die ukrainische Sprache
- Kleiner Katechismus Martin Luthers («Малий катахезис доктора Мартіна Лютера.»), Übersetzung in die ukrainische Sprache
- Ukrainisches Evangelisches Gottesdienstbuch («Український Євангельський Служебник»), 1933, revidierte Fassung der byzantinisch-orthodoxen Liturgie in ukrainischer Sprache
- Ukrainisches Evangelisches Liederbuch («Український Євангельський Співаник»)
- Ukrainisches Evangelisches Gebetsbuch («Український Євангельський Требник»)
- Wer ist Martin Luther? («Хто такий Мартін Лютер?»)
- sowie weitere Aufsätze und Broschüren zur lutherischen Lehre.

Er war Herausgeber der lutherischen Zeitschriften «Стяг», «Прозри» und «Новий світ».

## Verehrung
Teodor Jartschuk wird als Heiliger (блаженний) und Märtyrer (мученик) in der Ukrainischen Lutherischen Kirche verehrt. Er gilt als führender Theologe der ukrainischen Reformation des 20. Jahrhunderts oder auch als Reformator. Sein Gedenktag ist der 25. Mai.